# Patrik Andersson
Patrik Jonas Andersson (ur. 18 sierpnia 1971 w Borgeby) – szwedzki piłkarz. Występował na pozycji obrońcy.
Razem z reprezentacją wywalczył III miejsce na Mistrzostwach Świata w piłce nożnej z 1994 oraz doszedł do półfinału Mistrzostw Europy w 1992. Wystąpił także na Mistrzostwach Europy w 2000, Mistrzostwach Świata w 2002 oraz olimpiadzie w Barcelonie w 1992.
Grał m.in. w Borussii Mönchengladbach, Bayernie Monachium, FC Barcelona, Blackburn Rovers i Malmö FF.
Obecnie jest skautem w Manchesterze United, odpowiedzialnym za poszukiwanie młodych talentów w Skandynawii.